# 幕張国際研修センター
幕張国際研修センター（まくはりこくさいけんしゅうセンター）は、千葉市美浜区にある研修施設・宿泊研修施設。

## 概要

### 国際能力開発支援センター
1984年（昭和59年）11月に、外国人に対する職業訓練を行う労働者に必要な職業訓練指導能力の開発と向上を支援するために、海外職業訓練協力センターとして雇用促進事業団（独立行政法人雇用・能力開発機構の前身）が設置し、海外職業訓練協会に事業を委託した。
2003年（平成15年）度に、国際化に対応した能力開発を行う事業主等への援助を目的として、名称を国際能力開発支援センターに改称した。主に研修施設として利用されて、研修センターとも呼ばれた。
独立行政法人雇用・能力開発機構の廃止方針（平成20年12月24日閣議決定）に伴い、2010年（平成22年）9月30日で国際能力開発支援センターは廃止となった。
その後競争入札で長谷工コーポレーションが45億円で落札、解体してマンションにするはずだったが、千葉市が幕張新都心を文教地区に指定したため断念。現在は石栄建物が敷地を取得し至る。

## 施設

### 主な研修室
- シンポジウムホール（収容人数980人）
- レセプションホール渚（収容人数270人）
- 大研修室B（収容人数54 - 60人）
- 中研修室A（収容人数30人）
- 中研修室B（収容人数24人）
- 小研修室A（収容人数8 - 12人）
- 小研修室B（収容人数8人）
- 特別会議室（収容人数28人）

### 宿泊室タイプ
- シングルルーム（170室）
- ツインルーム（25室）
- 特別和室（1室）

## 関連施設
- 学校法人青淵学園東都大学幕張キャンパス1号館
- ヤマザキYショップ幕張国際研修センター店
- NPO法人生体機能探査推進機構
- KID'sプログラミングラボ幕張教室